# Балкан (Башкортостан)
Балка́н (баш. Балкан) — деревня в Альшеевском районе Республики Башкортостан России. Входит в Абдрашитовский сельсовет.

## История
Статус деревня посёлок приобрёл согласно Закону Республики Башкортостан от 20 июля 2005 года N 211-з «О внесении изменений в административно-территориальное устройство Республики Башкортостан в связи с образованием, объединением, упразднением и изменением статуса населенных пунктов, переносом административных центров», ст.1

6. Изменить статус следующих населенных пунктов, установив тип поселения — деревня:

…

2) в Альшеевском районе:

е) поселка Балкан Абдрашитовского сельсовета

## География
Расстояние до:
- районного центра (Раевский): 34 км,
- центра сельсовета (Абдрашитово): 7 км,
- ближайшей железнодорожной станции (Раевка): 34 км.

## Население
| 2002 | 2009 | 2010 |
| ---- | ---- | ---- |
| 43   | ↘41  | ↘28  |

Национальный состав
Согласно переписи 2002 года, преобладающие национальности — татары (33 %), башкиры (67 %).